# Emilia Nova
Emilia Nova (* 20. August 1995 in Jakarta) ist eine indonesische Hürdenläuferin, die sich auf die 100-Meter-Distanz spezialisiert hat und auch im Siebenkampf an den Start geht.

## Sportliche Laufbahn
Erste internationale Erfahrungen sammelte Emilia Nova bei den Asienmeisterschaften in Pune, bei denen sie mit 14,67 s in der ersten Runde ausschied. Anschließend wurde sie bei den Islamic Solidarity Games in Palembang in 14,41 s Fünfte. 2014 nahm sie an den Juniorenasienmeisterschaften in Taipeh teil und erreichte dort in 14,27 s den vierten Platz. Sie trat auch mit der indonesischen 4-mal-100-Meter-Staffel an und belegte in 46,80 s Rang sechs. Im Jahr darauf wurde sie bei den Südostasienspielen in Singapur ebenfalls Vierte mit einer Zeit von 13,78 s. Zwei Jahre später ging sie bei den Südostasienspielen in Kuala Lumpur im Siebenkampf an den Start und stellte dort mit 5386 Punkten einen neuen Landesrekord auf und gewann damit die Silbermedaille hinter der Thailänderin Sunisa Khotseemueang. 2018 nahm sie zum ersten Mal an den Asienspielen im heimischen Jakarta teil und gewann dort mit neuer Bestleistung von  13,33 s die Silbermedaille hinter der Südkoreanerin Jung Hye-lim.
2019 schied sie bei den Asienmeisterschaften in Doha mit 13,70 s im Vorlauf aus, wie auch bei der anschließenden Sommer-Universiade in Neapel mit 14,19 s. Im Dezember siegte sie dann bei den Südostasienspielen in Kuala Lumpur in 13,61 s. 2022 gewann sie bei den Südostasienspielen in Hanoi in 13,69 s die Silbermedaille die Silbermedaille hinter der Vietnamesin Nguyên Bùi Thị und anschließend sicherte sie sich bei den Islamic Solidarity Games in Konya in 13,59 s die Bronzemedaille hinter der Türkin Şevval Ayaz und Naomi Akakpo aus Togo. Im Jahr darauf belegte sie bei den Südostasienspielen in Phnom Penh in 13,96 s den vierten Platz.
2017 wurde Nova indonesische Meisterin im 100-Meter-Hürdenlauf sowie mit der 4-mal-100-Meter-Staffel. Sie absolvierte ein Studium für Sport- und Freizeitwissenschaften an der Jakarta State University.

## Persönliche Bestleistungen
- 100 m Hürden: 13,33 s (+0,2 m/s), 26. August 2018 in Jakarta
- Siebenkampf: 5386 Punkte, 25. August 2017 in Kuala Lumpur (indonesischer Rekord)